# Le Petit Chaperon rouge à Manhattan
Le Petit Chaperon rouge à Manhattan (Caperucita en Manhattan) est un roman espagnol de littérature d'enfance et de jeunesse de l'écrivaine Carmen Martín Gaite paru en 1990.

## Résumé
L'histoire du Petit Chaperon rouge, tout le monde la connaît... Oui, mais les temps changent! Sarah ne lit pas dans les bois, mais dans une grande ville ; la galette et le petit pot de beurre se sont transformés en une tarte aux fraises; la grand-mère est une ancienne chanteuse de music-hall mariée plusieurs fois et le loup un pâtissier milliardaire !

## Éditions

### Édition originale espagnole
- Caperucita en Manhattan, Madrid, Édiciones Siruela, coll. « Las tres edades » no 3, 1990

### Éditions françaises
- Le Petit Chaperon rouge à Manhattan, traduit par Mireille Duprat-Debenne, Paris, Flammarion, coll. « Castor poche. Senior » no 633, 1998  (ISBN 2-08-164208-5)
- Le Petit Chaperon rouge à Manhattan, traduit par Mireille Duprat-Debenne, Paris, Flammarion, coll. « Flammarion jeunesse », 2010  (ISBN 978-2-08-124356-9)